# 高等学校创新能力提升计划
高等学校创新能力提升计划，简称“2011计划”，是中华人民共和国政府为推动协同创新，促进高等教育与科技、经济、文化有机结合，提升高等学校的创新能力而实施的一项计划。该计划是“211工程”和“985工程”的发展和延续。中国高等教育系统又一项体现国家意志的重大战略举措。
2011计划评估周期为4年。坚持贡献导向被视为该计划的关键，因此在具体实施中，名校机会更多的惯例也将被打破。 
2015年后，2011计划资金并入"双一流"计划之中。
2020年，教育部表示高等学校创新能力提升计划重点项目统筹进入“双一流”计划。
项目由教育部和财政部共同研究制定并联合实施。该名称源自2011年4月24日国家主席胡锦涛在清华大学百年校庆上的讲话，至2012年5月7日正式启动。

## 简介
2011年4月24日，中共中央总书记、国家主席、中央军委主席胡锦涛在清华大学百年校庆上发表讲话，提出要积极推动协同创新，通过体制机制创新和政策项目引导，鼓励高校同科研机构、企业开展深度合作，建立协同创新的战略联盟，促进资源共享，联合开展重大科研项目攻关，在关键领域取得实质性成果。之后，中华人民共和国教育部、财政部决定启动实施2011计划。

## 类型
协同创新中心分为面向科学前沿、面向文化传承创新、面向行业产业和面向区域发展四种类型。
- 面向科学前沿的协同创新中心：以自然科学为主体，以世界一流为目标，通过高校与高校、科研院所以及国际知名学术机构的强强联合，成为代表本领域科学研究和人才培养水平与能力的学术高地。
- 面向文化传承创新的协同创新中心：以哲学社会科学为主体，通过高校与高校、科研院所、政府部门、行业产业以及国际学术机构的强强联合，成为提升国家文化软实力、增强中华文化国际影响力的主力阵营。
- 面向行业产业的协同创新中心：以工程技术学科为主体，以培育战略新兴产业和改造传统产业为重点，通过高校与高校、科研院所，特别是与大型骨干企业的强强联合，成为支撑行业产业发展的核心共性技术研发和转移的重要基地。
- 面向区域发展的协同创新中心：以地方政府为主导，以切实服务区域经济和社会发展为重点，通过推动省内外高校与当地支柱产业中重点企业或产业化基地的深度融合，成为促进区域创新发展的引领阵地。

## 2011协同创新中心列表
“2011计划”由一所高校牵头，其他高校合作完成，不存在联合牵头情况

### 2012年度
| 类型                           | 中心名称                               | 主要协同单位 |
| ------------------------------ | -------------------------------------- | --- |
| 面向科学前沿的协同创新中心     | 量子物质科学协同创新中心               | 北京大学、清华大学、中國科學院物理研究所                                                                               |
| 面向科学前沿的协同创新中心     | 生物治疗协同创新中心                   | 四川大学、清华大学、中国医学科学院、南开大学                                                                           |
| 面向科学前沿的协同创新中心     | 量子信息与量子科技前沿协同创新中心     | 中国科学技术大学、南京大学、中科院上海技物所、中科院半导体所、中國人民解放軍国防科技大学                               |
| 面向科学前沿的协同创新中心     | 天津化学化工协同创新中心               | 天津大学、南开大学等                                                                                                   |
| 面向文化传承创新的协同创新中心 | 中国南海研究协同创新中心               | 南京大学、中国南海研究院、中國人民解放軍海军指挥学院、中国人民大学、四川大学、中国社科院边疆史地中心、中科院地理资源所 |
| 面向文化传承创新的协同创新中心 | 司法文明协同创新中心                   | 中国政法大学、吉林大学、武汉大学                                                                                       |
| 面向行业产业的协同创新中心     | 有色金属先进结构材料与制造协同创新中心 | 中南大学、北京航空航天大学、中国铝业公司、中国商飞公司                                                                 |
| 面向行业产业的协同创新中心     | 宇航科学与技术协同创新中心             | 哈尔滨工业大学、中航科技集团                                                                                           |
| 面向行业产业的协同创新中心     | 先进航空发动机协同创新中心             | 北京航空航天大学、中航工业集团                                                                                         |
| 面向行业产业的协同创新中心     | 轨道交通安全协同创新中心               | 北京交通大学、西南交通大学、中南大学                                                                                   |
| 面向区域发展的协同创新中心     | 苏州纳米科技协同创新中心               | 苏州大学、苏州工业园区、西安交通大学、中国科学技术大学、中國科學院苏州納米技術與納米仿生研究所、东南大学等             |
| 面向区域发展的协同创新中心     | 江苏先进生物与化学制造协同创新中心     | 南京工业大学、清华大学、浙江大学、南京邮电大学、中科院过程工程研究所                                                   |
| 面向区域发展的协同创新中心     | 长三角绿色制药协同创新中心             | 浙江工业大学、浙江大学、上海医药工业研究所、浙江食品药品检验研究院、浙江医学科学院、药物制剂国家工程研究中心           |
| 面向区域发展的协同创新中心     | 河南粮食作物协同创新中心               | 河南农业大学、河南工业大学、河南省农科院                                                                               |

### 2014年度
| 类型                           | 中心名称                                 | 核心协同单位 |
| ------------------------------ | ---------------------------------------- | --- |
| 面向科学前沿的协同创新中心     | 人工微结构科学与技术协同创新中心         | 南京大学、复旦大学、浙江大学、上海交通大学等 |
| 面向科学前沿的协同创新中心     | 能源材料化学协同创新中心                 | 厦门大学、复旦大学、中国科学技术大学、中国科学院大连化学物理研究所等                                                                                     |
| 面向科学前沿的协同创新中心     | IFSA协同创新中心                         | 上海交通大学、中国工程物理研究院等 |
| 面向科学前沿的协同创新中心     | 感染性疾病诊治协同创新中心               | 浙江大学、清华大学、香港大学、中国疾病预防控制中心等 |
| 面向文化传承创新的协同创新中心 | 国家领土主权与海洋权益协同创新中心       | 武汉大学、复旦大学、中国政法大学、外交学院、郑州大学、中国社科院中国边疆史地研究中心、水利部国际经济技术合作交流中心等                                   |
| 面向文化传承创新的协同创新中心 | 中国基础教育质量监测协同创新中心         | 北京师范大学、华东师范大学、东北师范大学、华中师范大学、陕西师范大学、西南大学、中国教育科学研究院、教育部考试中心、安徽科大讯飞信息科技股份有限公司等   |
| 面向文化传承创新的协同创新中心 | 中国特色社会主义经济建设协同创新中心     | 南开大学、南京大学、中国人民大学、中国社会科学院经济学部、国家统计局统计科学研究所等                                                                     |
| 面向文化传承创新的协同创新中心 | 出土文献与中国古代文明研究协同创新中心   | 清华大学、复旦大学、安徽大学、北京大学、湖南大学、吉林大学、首都师范大学、中国人民大学、中国社会科学院历史研究所、中国文化遗产研究院、中山大学等         |
| 面向文化传承创新的协同创新中心 | 两岸关系和平发展协同创新中心             | 厦门大学、复旦大学、福建师范大学、中国社会科学院台湾研究所等                                                                                             |
| 面向行业产业的协同创新中心     | 信息感知技术协同创新中心                 | 西安电子科技大学、中国电子科技集团公司等 |
| 面向行业产业的协同创新中心     | 地球空间信息技术协同创新中心             | 武汉大学、中国航天科技集团、清华大学、北京航空航天大学等                                                                                                 |
| 面向行业产业的协同创新中心     | 高性能计算协同创新中心                   | 中國人民解放軍国防科学技术大学、中山大学、中国电子信息产业集团有限公司等                                                                                 |
| 面向行业产业的协同创新中心     | 无线通信技术协同创新中心                 | 东南大学、清华大学、电子科技大学、北京邮电大学等 |
| 面向行业产业的协同创新中心     | 先进核能技术协同创新中心                 | 清华大学、中国核工业建设集团、中国华能集团、中国广东核电集团有限公司、上海电气（集团）总公司、国家核电技术公司、中国电力投资集团公司等                   |
| 面向行业产业的协同创新中心     | 钢铁共性技术协同创新中心                 | 北京科技大学、东北大学等 |
| 面向行业产业的协同创新中心     | 煤炭分级转化清洁发电协同创新中心         | 浙江大学、清华大学、华东理工大学、中国华能集团公司、中国国电集团公司、神华集团有限责任公司、中国东方电气集团有限公司等                                   |
| 面向行业产业的协同创新中心     | 高端制造装备协同创新中心                 | 西安交通大学、浙江大学、沈阳机床（集团）有限责任公司、陕西秦川机床工具集团有限公司等                                                                     |
| 面向行业产业的协同创新中心     | 高新船舶与深海开发装备协同创新中心       | 上海交通大学、中国船舶工业集团公司、中国海洋石油总公司等                                                                                                 |
| 面向行业产业的协同创新中心     | 智能型新能源汽车协同创新中心             | 同济大学、上海汽车集团股份有限公司、清华大学、湖南大学、天津大学、国家信息中心、潍柴动力股份有限公司、中国电力科技集团公司52所、中科院电动汽车研发中心等 |
| 面向行业产业的协同创新中心     | 未来媒体网络协同创新中心                 | 上海交通大学、北京大学等 |
| 面向区域发展的协同创新中心     | 辽宁重大装备制造协同创新中心             | 大连理工大学、东北大学、沈阳工业大学、大连交通大学、沈阳鼓风机集团股份有限公司等                                                                         |
| 面向区域发展的协同创新中心     | 南方稻田作物多熟制现代化生产协同创新中心 | 湖南农业大学、湖南杂交水稻研究中心、江西农业大学等 |
| 面向区域发展的协同创新中心     | 北京电动车辆协同创新中心                 | 北京理工大学、北京汽车集团有限公司、清华大学、北京交通大学、国网北京市电力公司等                                                                         |
| 面向区域发展的协同创新中心     | 重庆自主品牌汽车协同创新中心             | 重庆大学、重庆长安汽车股份有限公司、中国汽车工程研究院股份有限公司等                                                                                     |